# Norman Jewison
Norman Jewison, celým jménem Norman Frederick Jewison (21. července 1926 – 20. ledna 2024), byl kanadský filmový režisér a producent. Byl známý natáčením snímků týkajících se různých kontroverzních témat, jako například rasismus, což byl problém, kterému se v době Jewisonovy největší slávy téměř nikdo ve filmovém průmyslu nevěnoval. Snažil se také tato mnohdy složitá témata ve svých filmech zpřístupnit všem diváckým vrstvám.

## Kariéra
Mezi jeho známé snímky patří drama Cincinnati Kid (1965) nebo mysteriózní krimi film V žáru noci (1967), který se zabývá právě i rasismem. Za tento snímek získal svou první nominaci na Oscara. Dále pak natočil kriminálku Případ Thomase Crowna se Stevenem McQueenem a Faye Dunaway v hlavních rolích. Za zmínku stojí také dnes již legendární filmový muzikál Šumař na střeše (1971), za který si vysloužil další nominaci na cenu Akademie. Jeho následujícím snímkem byla filmová adaptace stejnojmenného amerického muzikálu Jesus Christ Superstar (1973). Na konci 70. let zaznamenal další úspěch s právnickým thrillerem ...a spravedlnost pro všechny (1979), v němž kritizuje americký právní systém. Poté následoval mysteriózní thriller z prostředí kláštera Anežka boží (1985) a chválené romantické komediální drama Pod vlivem úplňku (1987). Za tento snímek získal svou třetí nominaci na Oscara, ovšem ani tentokrát ji neproměnil. V 90. letech pak natočil například ještě romantickou komedii Italské námluvy (1994) a úspěšné sportovní drama Hurikán v ringu (1999) s Denzelem Washingtonem v hlavní roli. Jeho úplně posledním filmem se stal thriller Promlčení (2003), který se ovšem úspěchu již nedočkal.

## Osobní život
Norman Jewison se narodil a vyrůstal v Torontu, největším městě Kanady. V roce 1953 se oženil s Margaret Ann Dixon. Jejich manželství trvalo až do roku 2004, kdy Dixon zemřela. Měli spolu tři děti a pět vnoučat. Roku 2010 se Jewison podruhé oženil a to s Lynne St. David.
Zemřel 20. ledna 2024 ve svém domě v Los Angeles ve věku nedožitých 98 let.

## Filmografie
| Year | Title                                 | Režisér | Producent |
| ---- | ------------------------------------- | ------- | --------- |
| 1962 | 40 Pounds of Trouble                  | Ano     | Ne        |
| 1963 | Nadšením bez sebe                     | Ano     | Ne        |
| 1964 | Send Me No Flowers                    | Ano     | Ne        |
| 1965 | The Art of Love                       | Ano     | Ne        |
| 1965 | Cincinnati Kid                        | Ano     | Ne        |
| 1966 | Rusové přicházejí! Rusové přicházejí! | Ano     | Ano       |
| 1967 | V žáru noci                           | Ano     | Ne        |
| 1968 | Případ Thomase Crowna                 | Ano     | Ano       |
| 1969 | Vesele, jen vesele                    | Ano     | Ano       |
| 1971 | Šumař na střeše                       | Ano     | Ano       |
| 1973 | Jesus Christ Superstar                | Ano     | Ano       |
| 1975 | Rollerball                            | Ano     | Ano       |
| 1978 | P.Ě.S.T.                              | Ano     | Ano       |
| 1979 | ...a spravedlnost pro všechny         | Ano     | Ano       |
| 1982 | Nejlepší přátelé                      | Ano     | Ano       |
| 1984 | Příběh vojáka                         | Ano     | Ano       |
| 1985 | Anežka boží                           | Ano     | Ano       |
| 1987 | Pod vlivem úplňku                     | Ano     | Ano       |
| 1989 | V nepřátelském poli                   | Ano     | Ano       |
| 1991 | Peníze jiných                         | Ano     | Ano       |
| 1994 | Italské námluvy                       | Ano     | Ano       |
| 1996 | Přelud                                | Ano     | Ano       |
| 1999 | Hurikán v ringu                       | Ano     | Ano       |
| 2003 | Promlčení                             | Ano     | Ano       |